# Wolha Barabanszczykawa
Wolha Barabanszczykawa (biał. Вольга Барабаншчыкава; ur. 2 listopada 1979 w Mińsku) – białoruska tenisistka, reprezentantka kraju w Fed Cup, olimpijka z Atlanty (1996) i Sydney (2000).

## Kariera tenisowa
Występując w gronie juniorek zwyciężyła w Italian Open gry pojedynczej dziewcząt i triumfowała w grze podwójnej dziewcząt na Wimbledonie 1996 wspólnie z Amélie Mauresmo. Była również finalistką Australian Open 1996 w deblu dziewcząt partnerując Mirjanie Lučić.
Zawodową tenisistką była w latach 1994–2003. Wygrała trzy turnieje rangi ITF w grze pojedynczej i cztery w grze podwójnej. Najdalej w zawodach Wielkiego Szlema doszła do czwartej rundy Wimbledonu 2000. W tym samym roku zajęła czwarte miejsce na igrzyskach olimpijskich w Sydney w konkurencji debla kobiet wspólnie z Natallą Zwierawą. Wystąpiła również na igrzyskach olimpijskich w Atlancie (1996).
W latach 1996–2003 reprezentowała Białoruś w Fed Cup rozgrywając łącznie 50 meczów, z których w 33 triumfowała.
W rankingu gry pojedynczej Barabanszczykawa najwyżej była na 49. miejscu (2 marca 1998), a w klasyfikacji gry podwójnej na 81. pozycji (19 października 1998).

### Finały juniorskich turniejów wielkoszlemowych

#### Gra podwójna (1–1)
| Końcowy wynik | Rok  | Turniej         | Nawierzchnia | Partnerka       | Przeciwniczki                         | Wynik finału  |
| Finalistka    | 1996 | Australian Open | Twarda       | Mirjanie Lučić  | Michaela Paštiková Jitka Schönfeldová | 1:6, 3:6      |
| Zwyciężczyni  | 1996 | Wimbledon       | Trawiasta    | Amélie Mauresmo | Lilia Osterloh Samantha Reeves        | 5:7, 6:3, 6:1 |